# Єлена Делле Донн
Єлена Делле Донн (англ. Elena Delle Donne; нар. 5 вересня 1989) — американська професійна баскетболістка, яка грає за клуб Чикаго Скай у жіночій Національній баскетбольній асоціації (ЖНБА).

## Кар'єра в старшій школі

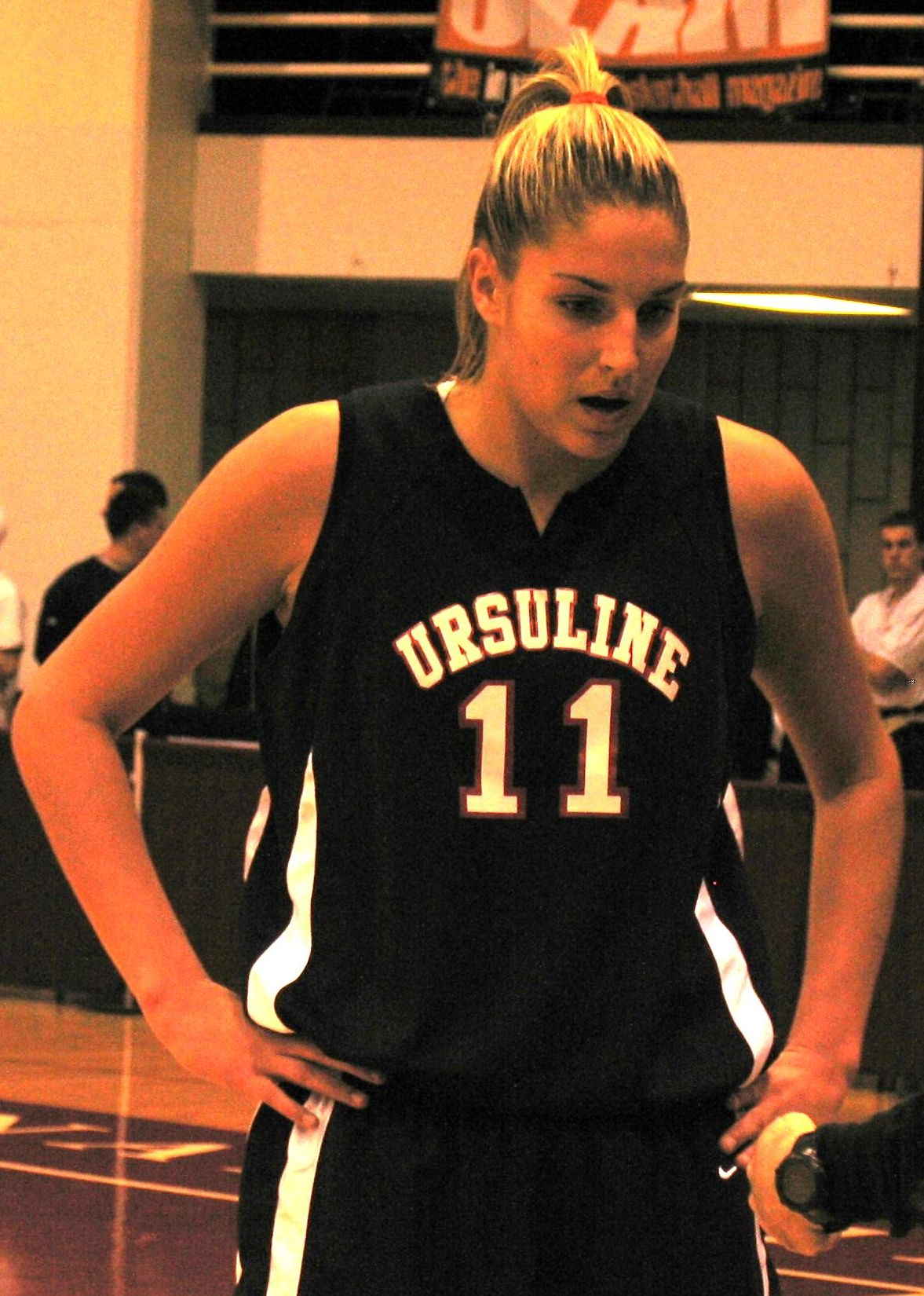
Делле Донн під час гри за Академію Урсулін у Делавері

Делле Донн здобула національне визнання як зірка шкільного баскетболу в Академії Урсулін у Вілмінгтоні (штат Делавер). Вона привела Урсулін до трьох підряд чемпіонських титулів штату Делавер і її визнали першим номером серед випускниць старших шкіл як Scout.com так і McDonald's All-American. Вона була першою і єдиною дотепер студенткою Урсулін, що набрала понад 2 000 очок під час свого навчання в школі. Також встановила національний рекорд серед дівчат старшої школи за виконаними підряд результативними штрафними кидками (80) у 2005—2006 роках.
WBCA назвала Делле Донн найкращою баскетболісткою США. Вона брала участь у всеамериканській грі WBCA серед старших шкіл 2007, де набрала 17 очок і заслужила звання MVP за Червону команду.
Також брала участь у волейбольних змаганнях. 2007 року в складі Урсулін виграла чемпіонат штату DIAA.

## Кар'єра в коледжі

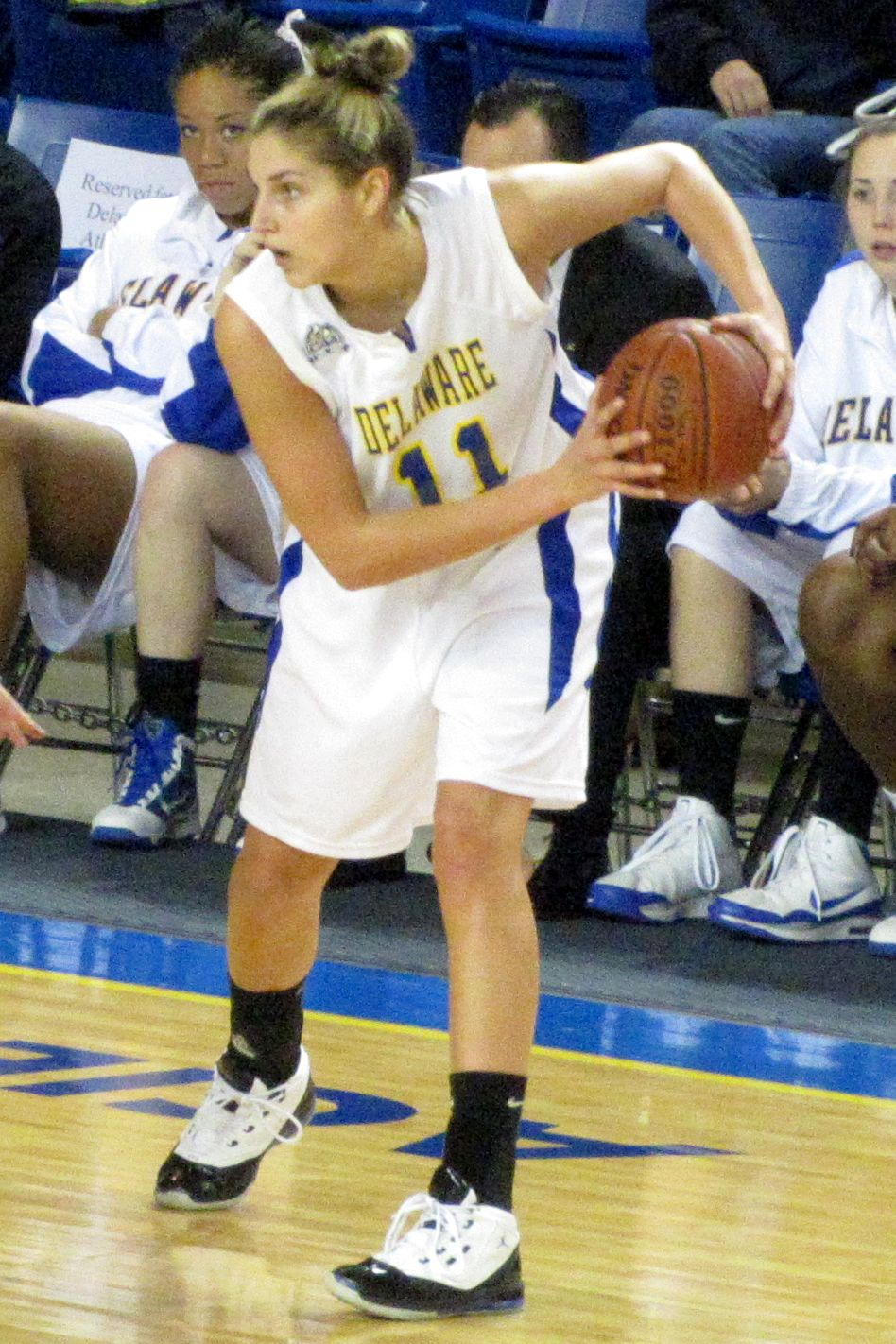
Делле Донн під час гри за Університет штату Делавер

Після яскравої підготовчої кар'єри, коли вона стала найбільш хваленою серед перспективних баскетболісок після Кендейс Паркер, Делле Донн отримала баскетбольну стипендію від університету Коннектикуту. Однак, на початку червня 2008 року раптово покинула коннектикутську літню шкільну програму лише після двох днів у Сторрсі. Делле Донн була дуже близькою до своєї родини, особливо до старшої сестри, Ліззі, хворої на ДЦП, сліпоту і глухоту. Вона не готова була покинути свою родину. Через тиждень після від'їзду з Коннектикуту Делле Донн повідомила по телефону зі свого будинку в Вілмінгтоні, що їй потрібно «вирішити багато особистих проблем. Тільки моя родина розуміє, що відбувається. Прямо зараз я збираюся взяти довгу перерву». Раніше вона брала схожу перерву напередодні сезону 2007/08 у вищій школі.
16 серпня 2008 року Делле Донн оголосила, що вона не буде приймати стипендію через психологічне вигорання, а натомість вирішила вступити до університету штату Делавер і приєднатися до їхньої волейбольної команди, як walk-on. Вона грала на позиції middle hitter в UD упродовж сезону 2008-09. 2008 року команда Делавер Блю Хенс закінчила сезон з рекордом 19-16 і виграла турнір конференції (Колоніальна спортивна асоціація) з показниками 9-5. Заробила місце в турнірі NCAA, але програла Орегону в першому турі. Делле Донн не продовжила грати за волейбольну команду в 2009 році, а цілковито присвятила себе баскетболу.
2 червня 2009 року вона повідомила, що буде грати в баскетбол за Блю Хенс у сезоні 2009-10 як новачка-редшерт. 2012 року журналіст каналу ESPN Грем Хейс так висловився про її повернення у спорт: «не може бути випадковим збігом, що це відбулося в той самий рік, коли Джін повернувся в Делавер і пішов працювати в компанію свого батька.»
Делле Донн мала дуже продуктивний сезон новачки. Вона набирала 26,7 очка в середньому за гру, третій найвищий показник серед усіх баскетболісток Дивізіону I. Вона набрала 54 очки у програній грі проти Джеймс Медісон 18 лютого 2010 року, — найвищий показник за одну гру серед усіх жіночих дивізіонів. Упродовж сезону 2009-10 її шість разів визнавали новачкою тижня САА і один раз гравчинею тижня.
Тренери CAA, sports information directors і ЗМІ визнали її «гравчинею року» та «новачкою року» в жіночому баскетболі. Вперше з часів Люсьєн Бертьє в 1999 році гравчиня виграла обидві нагороди в один і той самий рік. Жоден чоловік ніколи не вигравав обидві нагороди в одному сезоні.
В її другому сезоні команда добре починала, але потім у Делле Донн почали з'являтися грипоподібні симптоми. У грі проти Пенн Стейт вона попросила, щоб її вивели з гри, чого ніколи не робила раніше. Після багатьох тестів лікарі нарешті поставили діагноз — хвороба Лайма. Вона мала проблеми до кінця сезону, але допомогла своїй команді вийти у фінал конференції турніру і здобути запрошення на жіночий NIT.
Юніоркою Делле Донн стала найкращою бомбардиркою в масштабі країни, набираючи за сезон у середньому на 28,1 очка за гру. Її майстерність привернула до гри багатьох шанувальників Блю Хенс, відвідуваність їхніх ігор зросла на 250 % порівняно з попереднім роком. 16 лютого 2012 року Делле Донн набрала 42 очки в переможній грі проти Хофстра, подолавши позначку 2,000 очок за кар'єру. Делавер стали чемпіонками САА, кваліфікувавшись у жіночий турнір NCAA 2012 року. Делле Донн набрала 39 із перших 56 очок Блю Хенс в їхній переможній грі проти UALR у першому раунді. Делавер вели після першої половини в наступній грі проти Канзас, але, попри 34 очки Делле Донн, Джейгоукс зрештою перемогли
Під час сезону 2012-13 Делле Донн знову боролася проти хвороби Лайма й пропустила через неї чотири гри. Вона повернулася 12 грудня проти Меріленду і стала лідеркою команди з 19 очками та 6 підбираннями, хоча сама команда поступилась 53-69. Ця гра зібрала найбільшу кількість відвідувачів (5,089) за всю історію баскетбольних ігор у Центрі Боба Карпентера, домашньому майданчику Блю Хенс.
Делле Донн була лідеркою своєї команди за результативністю у 22 іграх протягом її старшого сезону, а також за підбираннями у 12 іграх. П'ять разів вона набирала понад 30 очок і з показниками регулярного сезону 27-3 привела свою команду до турніру конференції CAA.
Після перемоги на турнірі конференції САА, Блю Хенс були посіяні під 6-м номером у своєму регіоні на [[Жіночому турнірі NCAA 2013]|жіночому турнірі NCAA 2013]]. Делле Донн привела їх до перемог над Західною Віргінією (#11) і Північною Кароліною (#3). Потім Сині Кури програли Кентуккі #2, попри 33 очки Делле Донн.

## Кар'єра в НБА

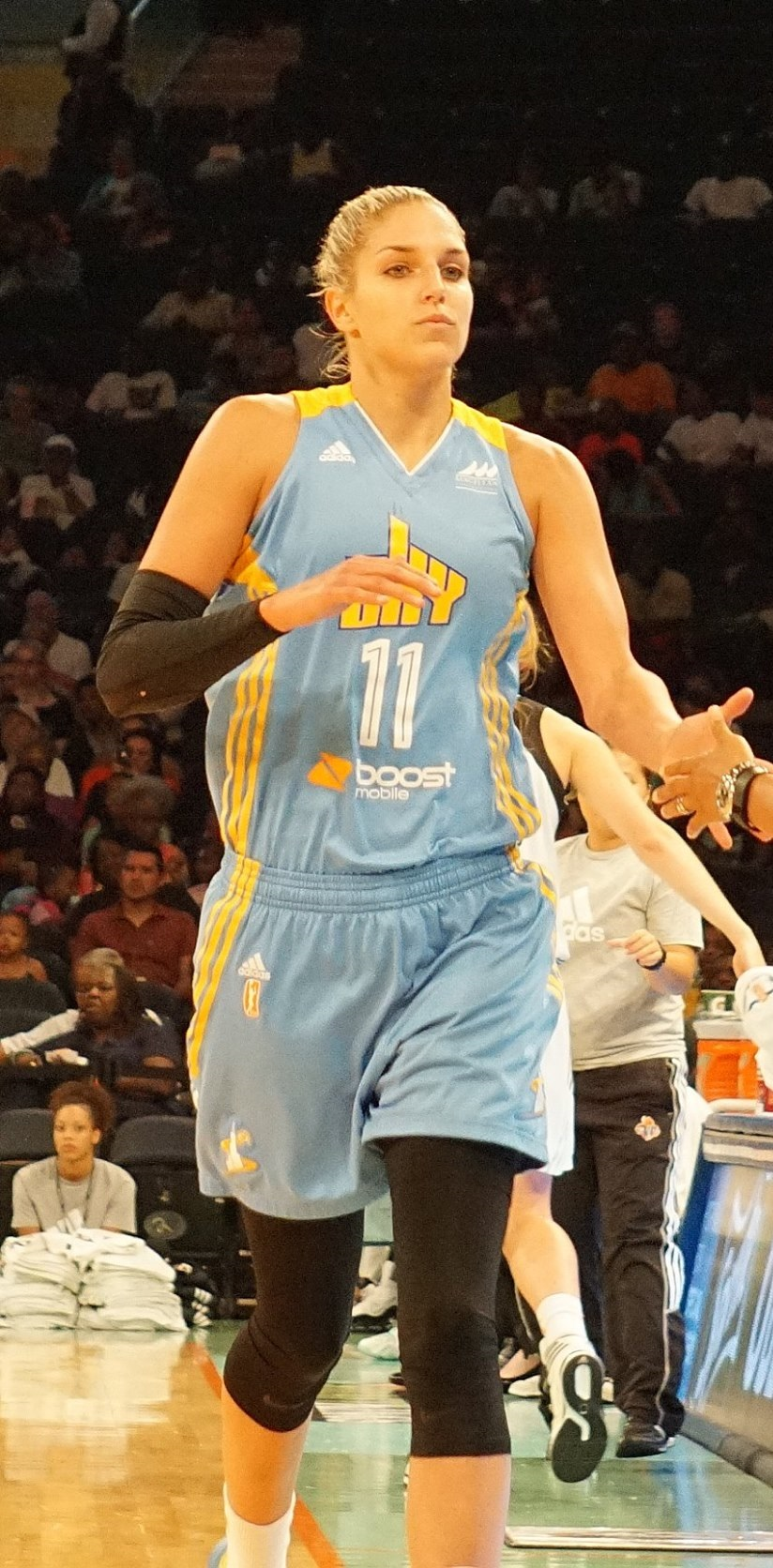
Делле Донн в Медісон сквер Гарден під час переможної гри Чикаго Скай проти Нью-Йорк Ліберті.

Після закінчення кар'єри в коледжі команда Чикаго Скай обрала Делле Донн під 2-м номером на драфті ЖНБА 2013. Команда закінчила сезон 2012 з показниками 14-20. Делле Донн набрала 22 очки у своєму дебютному матчі проти землячки-дебютантки Бріттні Грінер і її Фінікс Меркурі. Скай виграли ту гру 102-80. Вона посіла перше місце в голосування на Матч всіх зірок 2013, уперше в історії Ліги коли це зробила новачка. Однак пропустила гру через струс мозку. Після перерви на матч усіх зірок Делле Донн повернулася в гру і продовжувала грати на високому рівні. Чикаго Скай уперше в історії франшизи потрапили до плей-оф, заробивши перший номер посіву в Східній конференції. Делле Донн здобула звання Новачки 2013 року.
У регулярному сезоні 2014 року Делле Донн зіграла лише 16 ігор через хворобу Лайма, в середньому менш як 9 хвилин в останні сім ігор. Зрештою вона відновилася до плей-оф, допомігши Скай здолати Атланту Дрім у 1-му турі, набравши 34 очки, а також заробила переможні очки в стрибку, коли Скай скоротили 17-очковий дефіцит за 8:12 до закінчення вирішальної гри. Однак Делле Донн зазнала удару ліктем у серії з Атлантою. Це призвело до травми спини, через яку довелось скоротити час на майданчику в наступному раунді проти Індіани Фівер. Скай все-таки дісталися фіналу НБА, де програли «Фінікс Меркурі». Делле Донн зіграла лише 10 хвилин в першій грі, але за останні дві гри зіграла 68 хвилин і набрала 45 очок.
16 вересня 2015 року Делле Донн була названа MVP ЖНБА 2015 року. Вона стала провідною бомбардиркою Ліги з показником у середньому 23,4 очка за гру, 95 % реалізації з лінії штрафного кидка і стала третьою за підбираннями. Під час голосування вона здобула 38 з 39 перших місць.
Делле Донн зіграла у двох іграх всіх зірок ЖНБА у 2014 і 2016 роках.

## Міжнародна кар'єра
Під час її кар'єри в коледжі Делле Донн запросили в збірну США 2011 на Всесвітню Універсіаду, яка проходила від 12 до 23 серпня в Шеньчжені (Китай). Вона привела команду до золотих медалей з рекордом 6-0 і в середньому за гру набирала 15,7 очка, віддавала 3,0 передачі і робила 8,5 підбирання. У фіналі збірна США перемогла Тайвань 101-66. Делле Донн набрала 18 очок забивши 8 з 14 кидків, а також була лідеркою з 11 підбираннями і 8 передачами.
Делле Донн була кандидаткою до збірної США на чемпіонат світу 2014 року, але не змогла там зіграти через травму спини, якої зазнала у фіналі плей-оф ЖНБА. Делле Донн все ще сподівається потрапити до складу збірної, яка буде грати на літніх Олімпійських іграх 2016.

## Особисте життя
Її батька звати Ерні, девелопер, а матір — Джоані. Її старший брат, Джін, грав у коледжі у футбол на позиції tight end, спочатку за Дюк, а потім за Міддл Теннессі. Після того, як Джін закінчив Міддл Теннессі в 2009 році, від повернувшись у Делавер, щоб працювати в батьківській компанії. Її старша сестра, Елізабет (Ліззі), сліпа, глуха, страждає від аутизму і ДЦП. Хоча більшість гравчинь ЖНБА використовують міжсезоння, щоб грати в інших лігах за океаном, Делле Донн присвячує цей час Ліззі.
Єлена Делле Донн є лесбійкою. Вона оголосила про заручини зі своєю давньою дівчиною Амандою Кліфтон у випуску Vogue за серпень 2016 року. 3 листопада 2017 року вони одружилися.

## Статистика

### Коледж
| Сезон   | Команда | GP  | GS  | MPG | FG%  | 3P%  | FT%  | RPG  | APG | SPG | BPG | TO | PPG  |
| ------- | ------- | --- | --- | --- | ---- | ---- | ---- | ---- | --- | --- | --- | -- | ---- |
| 2009-10 | Делавер | 29  | 28  | -   | .479 | .413 | .898 | 8.8  | 1.9 | 1.3 | 2.0 | -  | 26.7 |
| 2010-11 | Делавер | 22  | 21  | -   | .419 | .350 | .944 | 7.8  | 1.8 | 0.9 | 2.6 | -  | 25.3 |
| 2011-12 | Делавер | 33  | 32  | -   | .520 | .413 | .889 | 10.3 | 2.2 | 1.1 | 2.6 | -  | 28.1 |
| 2012-13 | Делавер | 30  | 30  | -   | .487 | .452 | .921 | 8.5  | 1.8 | 0.9 | 2.3 | -  | 26.0 |
| Кар'єра |         | 114 | 111 | -   | .481 | .409 | .910 | 8.9  | 1.9 | 1.0 | 2.3 | -  | 26.7 |

### Регулярний сезон ЖНБА
| Сезон   | Команда | GP | GS | MPG  | FG%  | 3P%  | FT%  | RPG | APG | SPG | BPG | TO  | PPG  |
| ------- | ------- | -- | -- | ---- | ---- | ---- | ---- | --- | --- | --- | --- | --- | ---- |
| 2013    | Чикаго  | 30 | 30 | 31.4 | .426 | .438 | .929 | 5.6 | 1.8 | 0.7 | 1.8 | 1.3 | 18.1 |
| 2014    | Чикаго  | 16 | 9  | 25.5 | .429 | .364 | .933 | 4.0 | 1.1 | 0.6 | 1.5 | 0.7 | 17.9 |
| 2015    | Чикаго  | 31 | 31 | 33.3 | .460 | .313 | .950 | 8.4 | 1.4 | 1.0 | 2.0 | 1.1 | 23.4 |
| Кар'єра |         | 77 | 70 | 30.9 | .442 | .365 | .939 | 6.4 | 1.5 | 0.8 | 1.8 | 1.0 | 20.2 |

### Плей-оф ЖНБА
| Сезон   | Команда | GP | GS | MPG  | FG%  | 3P%  | FT%   | RPG | APG | SPG | BPG | TO  | PPG  |
| ------- | ------- | -- | -- | ---- | ---- | ---- | ----- | --- | --- | --- | --- | --- | ---- |
| 2013    | Чикаго  | 2  | 2  | 32.0 | .381 | .000 | 1.000 | 3.5 | 2.0 | 0.5 | 2.0 | 1.0 | 15.0 |
| 2014    | Чикаго  | 9  | 9  | 31.0 | .482 | .379 | .919  | 3.3 | 1.6 | 0.3 | 1.5 | 0.7 | 16.8 |
| 2015    | Чикаго  | 3  | 3  | 36.3 | .500 | .438 | 1.000 | 6.3 | 2.0 | 0.7 | 1.0 | 2.0 | 21.7 |
| Кар'єра |         | 14 | 14 | 32.1 | .475 | .375 | .952  | 4.0 | 1.7 | 0.4 | 1.5 | 1.1 | 17.6 |

### Міжнародна
| Сезон | Команда     | GP | GS | MPG | FG%  | 3P%  | FT%  | RPG | APG | SPG | BPG | TO | PPG  |
| ----- | ----------- | -- | -- | --- | ---- | ---- | ---- | --- | --- | --- | --- | -- | ---- |
| 2011  | Універсіада | 6  | 6  | -   | .451 | .440 | .750 | 85  | 3.0 | 0.5 | 0.8 | -  | 15.7 |